# Charles Samaran
Pour les articles homonymes, voir Samaran.
Charles Samaran est un archiviste et historien français, né le 28 octobre 1879 à Cravencères (Gers) et mort le 15 octobre 1982 à Nogaro (Gers).

## Biographie
Archiviste paléographe (1901), avec une thèse sur la Maison d'Armagnac, puis membre de l'École française de Rome (1901-1903), Charles Samaran est d'abord archiviste aux Archives nationales, à la section judiciaire, chargé des archives du Châtelet et de la Chambre des Comptes.
Il donne en 1908 Les diplômes originaux des Mérovingiens, « coup d'éclat d'un jeune paléographe qui allait demeurer jusqu'à son grand âge l'infaillible déchiffreur des textes difficiles », recueil qui joua un rôle capital dans l'étude des écritures mérovingiennes.
Études littéraires critiques et éditions de textes de toutes époques (dépêches des ambassadeurs milanais sous Louis XI, mémoires de Casanova) suivent, qui se poursuivront durant son enseignement (Jean Chartier, Thomas Basin, Chanson de Roland dans le domaine littéraire, actes de l'université de Paris dans le domaine pragmatique).
Il devient en effet directeur d'études à l'École pratique des hautes études en 1927 (chaire de paléographie) puis professeur de « bibliographie et archives de l'histoire de France » à l'École nationale des chartes de 1933 à 1941 et directeur de la Bibliothèque de l'École des chartes de 1935 à 1948.
Il est élu à l'Académie des inscriptions et belles-lettres en 1941 et nommé directeur général des Archives de France par le ministre Jérôme Carcopino la même année. Il demeure à ce poste jusqu'en 1948, maintenu au-delà de l'âge de la retraite. Il fut président du Comité des travaux historiques et scientifiques (CTHS) de 1960 à 1982.
Cofondateur du Comité international de paléographie en 1953, initiateur du Catalogue des manuscrits datés, cofondateur du Conseil international des archives, auteur fécond d'une bibliographie comptant plusieurs centaines de numéros et actif jusqu'à son centième anniversaire, Charles Samaran est une figure majeure de l'érudition du XXe siècle, tant par son rôle personnel et institutionnel que par sa production scientifique.
Charles Samaran est le beau-fils du flûtiste Paul Taffanel, créateur de l'École française de flûte. Il a eu trois filles : Annette (épouse Philippe Thiollier), Charlotte (épouse Jacques Lacome d'Estalenx) et Jeanne. Son épouse est décédée en 1962 à 80 ans. Une rue porte son nom à Auch.

## Ouvrages
- La fiscalité pontificale en France au XIVe siècle (période d'Avignon et grand schisme d'Occident), avec  Mollat, Guillaume, Paris, A. Fontemoing, 1905.
- La maison d’Armagnac au XVe siècle et les dernières luttes de la féodalité dans le Midi de la France, Paris, Alphonse Picard et fils, 1907, XXI-523 p. (présentation en ligne, lire en ligne) [compte rendu en ligne]

- Les diplômes originaux des Mérovingiens : fac-similés phototypiques avec notices et transcriptions, éd. Ph. Lauer, Ch. Samaran, préf. Maurice Prou, Paris, E. Leroux, 1908.
- D'Artagnan, Capitaine des mousquetaires du roi, histoire véridique d'un héros de roman, Paris, Calmann-Lévy, 1912.
- Jacques Casanova, Vénitien, une vie d'aventurier au XVIIIe siècle, Paris, Calmann-Lévy, 1914.
- Jean de Bilhères-Lagraulas, cardinal de Saint-Denis, un diplomate français sous Louis XI et Charles VIII, Paris, Éditions Honoré Champion, 1920. (Extrait par Paul-André Lesort).
- La chronique latine inédite de Jean Chartier (1422-1450), Paris, Champion, 1928.
- « Sur la date du fragment de La Haye. Notes paléographiques », Romania,‎ 1932, p. 190-205 (lire en ligne)
- Catalogue des manuscrits en écriture latine portant des indications de date, de lieu ou de copiste, Paris, CNRS, 1959.
- L' Histoire et ses Méthodes, Paris, Gallimard, « Encyclopédie de la Pleïade », 1961, XVII-1773 p., [compte rendu en ligne].
- Pierre Bersuire, prieur de Saint-Éloi de Paris, 1290?-1362, Paris, Imprimerie nationale, 1962.
- Paysages littéraires du Valois, de Rousseau à Nerval, Paris, Klincksieck, 1964.
- La Gascogne dans les registres du trésor des chartes, Paris, Bibliothèque nationale, 1966.
- D'Artagnan, capitaine des mousquetaires du roi, histoire véridique d'un héros de roman, Auch, impr. T. Bouquet, 1967[11].
- La Fiscalité pontificale en France au XIVe siècle, période d'Avignon et grand schisme d'Occident, Paris, E. Boccard, 1968.
- Inauguration d'une plaque sur la maison de Joseph de Pesquidoux à Perchède le 11 septembre 1971, Paris, Typ. de Firmin-Didot, 1972.
- Recueil d'études de Charles Samaran... une longue vie d'érudit, Genève et Paris, Droz, Librairie Champion, « Hautes études médiévales et modernes », 1978.
- Enfance et jeunesse d'un centenaire, Paris, Commission du vieux Paris, 1979 (BNF 36598328, SUDOC 060420790)

## Iconographie
Une médaille à l'effigie de Charles Samaran à l'âge de soixante-seize ans a été exécutée par Aleth Guzman-Nageotte en 1955. Un exemplaire en est conservé au musée Carnavalet (ND 5153).

## Archives
- Ses papiers personnels sont conservés aux Archives nationales, site de Pierrefitte-sur-Seine, sous la cote 642AP : Inventaire du fonds, et également à la Bibliothèque de l'Institut de France sous les cotes MS 7462-7562.
- Un entretien de 58 minutes, collecté par Jean-Claude Bouvier en 1980, alors qu'il était âgé de 100 ans est conservé par la Maison méditerranéenne des sciences de l'homme sous le numéro d'inventaire 4701 (consulter en ligne).